# Оплакування Христа

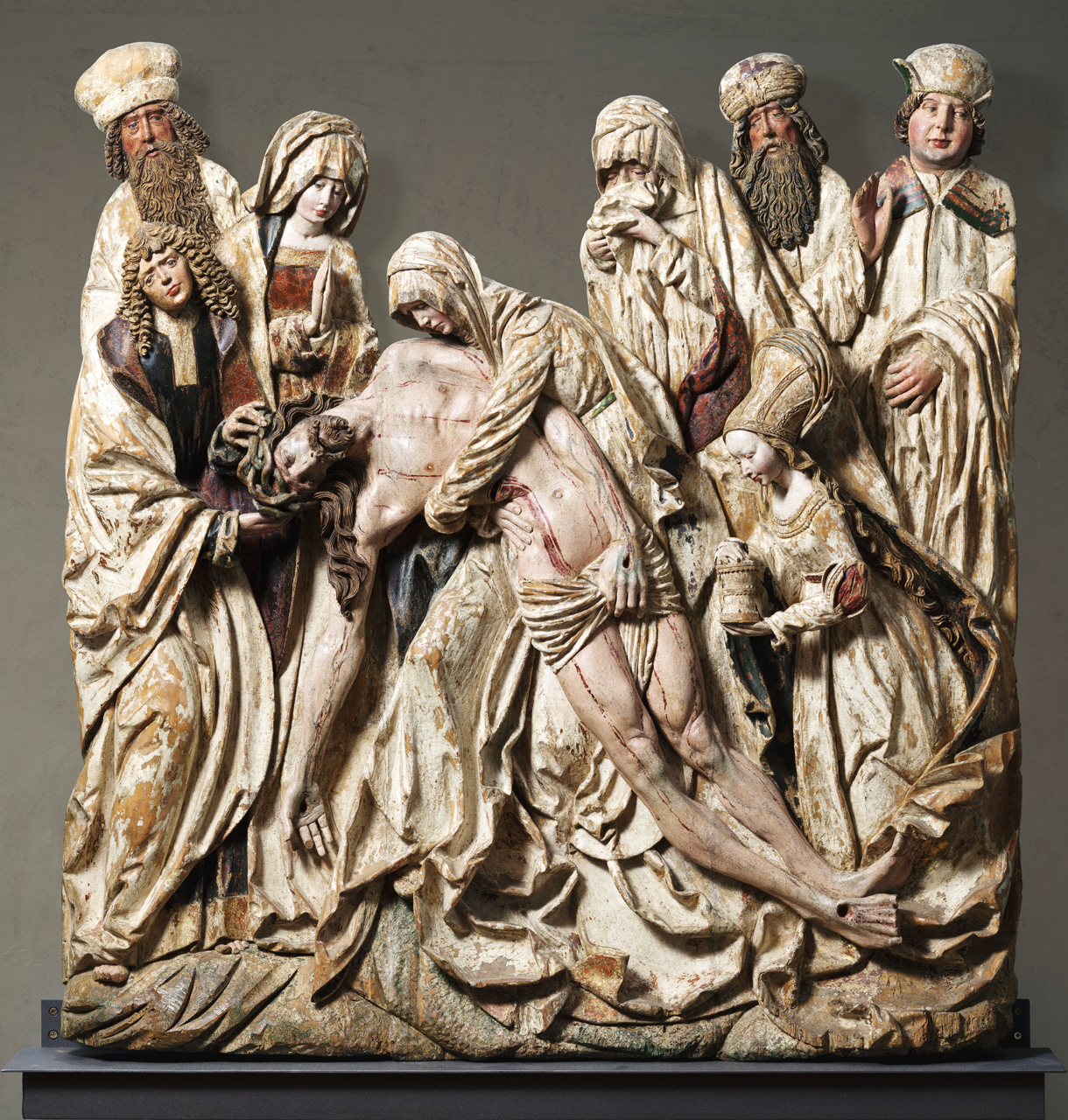
Оплакування Христа з Жебрака, Національна галерея в Празі

«Оплакування Христа» з Жебрака — це рельєф з липового дерева, присвячений поширеній темі « Оплакування Христа» приблизно з 1510 року. Він входить до числа найкращих творів пізньоготичної скульптури в Богемії. Анонімний художник, якого після цього твору називають «Майстром Жебрацького оплакування Христа».Зараз рельєф є частиною постійної колекції середньовічного мистецтва Національної галереї в Празі.

## Історія твору
Початкове розташування рельєфу, який був створений близько 1510 р.і, ймовірно, становив центральну частину вівтарного зображення з бічними крилами, невідоме (можливо, замкова каплиця Жебрака ? ). Ще в 1904 році рельєф був куплений у приватного власника в селі Жебрак для Празького міського музею. Саме мистецтвознавець В. В. Штех у 1913 році вперше згадав про скульптуру в літературі. До 1922 року перебував у колекції Національного музею, а з 1957 року — у колекції Національної галереї в Празі.

## Опис і контекст
Рельєф вирізаний з липового дерева; його розміри 126 x 121 x 15 см і має сліди оригінальної поліхромії.
Зображуючи дев'ять фігур, сцена розміщена у двох просторових площинах. На передньому плані Марія тримає на руках тіло мертвого Христа. Ліворуч її супроводжують святий Іван, який знімає терновий вінець з голови Христа, і Марія Магдалина, яка приносить посудину з бальзамом. На задньому плані, стоїть один із євреїв, згаданих в Євангелії від Никодима, праворуч — жінка, що плаче, Саломея, з Никодимом та Йосипом з Ариматеї, яка тримає тканину для обгортання тіла.
Жести Марії, яка тримає на руках мляве тіло Христа, і святого Іоанна, який від болю відвертається, стримані і позбавлені пафосу. Плачуча жінка, що стоїть праворуч позаду Діви Марії, за зразком фігури в « Зняття з хреста » Рогіра ван дер Вейдена, виконана в ретельному і детальному різьбленні. Складність більшості предметів одягу фігур підпорядкована загальній композиції. Драматичний аспект створюється хаотичним зім’ятістю драпірування під тілом Христа та натуралістичним зображенням його тіла з його ранами та джерелами крові, які відсилають до його людської природи. Виразний ефект посилюється вражаючим звисанням голови Христа; Схрещені руки Джона привертають увагу до його тернового вінця. Тіло Христа довге і кістляве нагадує іншу роботу майстра Жебрацького оплакування – групову скульптуру Святої Трійці в Південночеському музеї в Чеських Будейовіцах.
Центральна П’єта створена за зразком роботи брюссельського майстра з кола Рогіра ван дер Вейдена (1448)..Діагональ тіла Христа з звисаючими руками та головою Марії Магдалини утворюють трикутну композицію.
Мотив сцени походить із картин нідерландського художника Рогіра ван дер Вейдена (Зняття з хреста, 1435, Вівтар Мірафлореса, 1445) і гравюри Дюрера із зображенням Оплакування Христа (1496). У попередній літературі згадувалися стосунки між Майстром Жебрацького Плачу та вівтарем Кефермаркта ; однак пізніші роботи висвітлюють швабський вплив ( Retable Velhartice, Gregor Erhart ), а також скульптури Дунайського регіону та віденські роботи Ніколауса Герхерта та Еразма Грассера.
Майстер Жебрацького Плачу продовжив традицію різьблення по дереву кінця 15 століття, представлену ретаблем Velhartice. У його творчості збуджений пафос і інтенсивність душевного переживання домінують над фізичною сутністю фігур, які характеризуються невеликими головами та витягнутими тілами.

### Інші відомі роботи Майстра Жебрацького Плачу
- 1510 Скорботна Марія Краловицька
- 1510–1520 Свята Трійця, Чеські Будейовіце [4]
- 1510–1520 Страждання Христові, Чеські Будейовіце
- 1510–1520 стигматизація св. Франциска, Чеські Будейовіце
- 1510–1520 Марія Магдалина з Малого Бору
- 1510–1520 Мадонна Мальшинська, Національна галерея в Празі
- 1510–1520 Поклоніння волхвів Воднянського
- 1520 Розіп’ятий Христос, монастир домініканів у Чеських Будейовіце

## Зовнішні посилання
- Енциклопедія Чеські Будейовіце (чеською)